# Hideki Tōjō
Hideki Tōjō (東條 英機, Tōjō Hideki, Tóquio, 30 de Dezembro de 1884 – Tóquio, 23 de Dezembro de 1948) foi um general do Exército Imperial Japonês, pensador político e o 40.º Primeiro-Ministro do Japão; serviu como chefe de governo e líder de facto do país durante a maior parte da Segunda Guerra Mundial, de 18 de Outubro de 1941 a 22 de Julho de 1944. Tōjō lutou pela contenção do Comunismo na Ásia, por crer que a expansão dessa ideologia desestabilizaria a segurança do Japão e do Leste Asiático, e também contra a influência dos Estados Unidos no Pacífico.
Dirigiu a luta de seu país contra os Aliados durante boa parte da Guerra do Pacífico. Após o conflito, foi preso, julgado e condenado à morte pelos crimes de guerra do Japão Imperial.

## Biografia
Hideki Tojo nasceu em Kojimachi (distrito de Tóquio), em 1884. Ele era o terceiro filho de Hidenori Tojo, tenente-general do Exército Imperial Japonês. Tojo teve dois irmãos mais velhos que morreram antes de seu nascimento, por isso ele foi considerado o mais antigo e recebeu o tratamento e os direitos que um filho mais velho no Japão tem direito, que inclui uma imensa quantidade de honra. Em 1909 ele se casou com Katsuko Ito, com quem teve três filhos e quatro filhas.
Ele foi nomeado comandante da 24.ª Brigada de Infantaria do exército imperial em agosto de 1934. Em setembro de 1935, Tojo foi transferido para se tornar comandante do Kempeitai do Exército de Kwangtung em Manchúria.
Tojo foi promovido a Chefe do Estado-Maior do Exército Kwangtung. Como Chefe de Gabinete, Tojo foi responsável por várias operações militares para aumentar a penetração japonesa na Mongólia e regiões fronteiriças com Manchukuo. Em julho de 1937, ele conduziu pessoalmente as unidades do 2.ª Brigada Mista Independente na Operação Chahar.
Após o incidente da Ponte Marco Polo, que marca o início da Segunda Guerra Sino-Japonesa, Tojo ordenou que suas forças para avançar contra Hopei e outros alvos no norte da China.
Tojo foi chamado para o Japão em maio de 1938 para servir como Vice-Ministro do Exército no ministro do Exército Seishirō Itagaki. De dezembro de 1938-1940, Tojo foi Inspetor-Geral da Aviação do Exército.

### Ascensão a Primeiro-Ministro

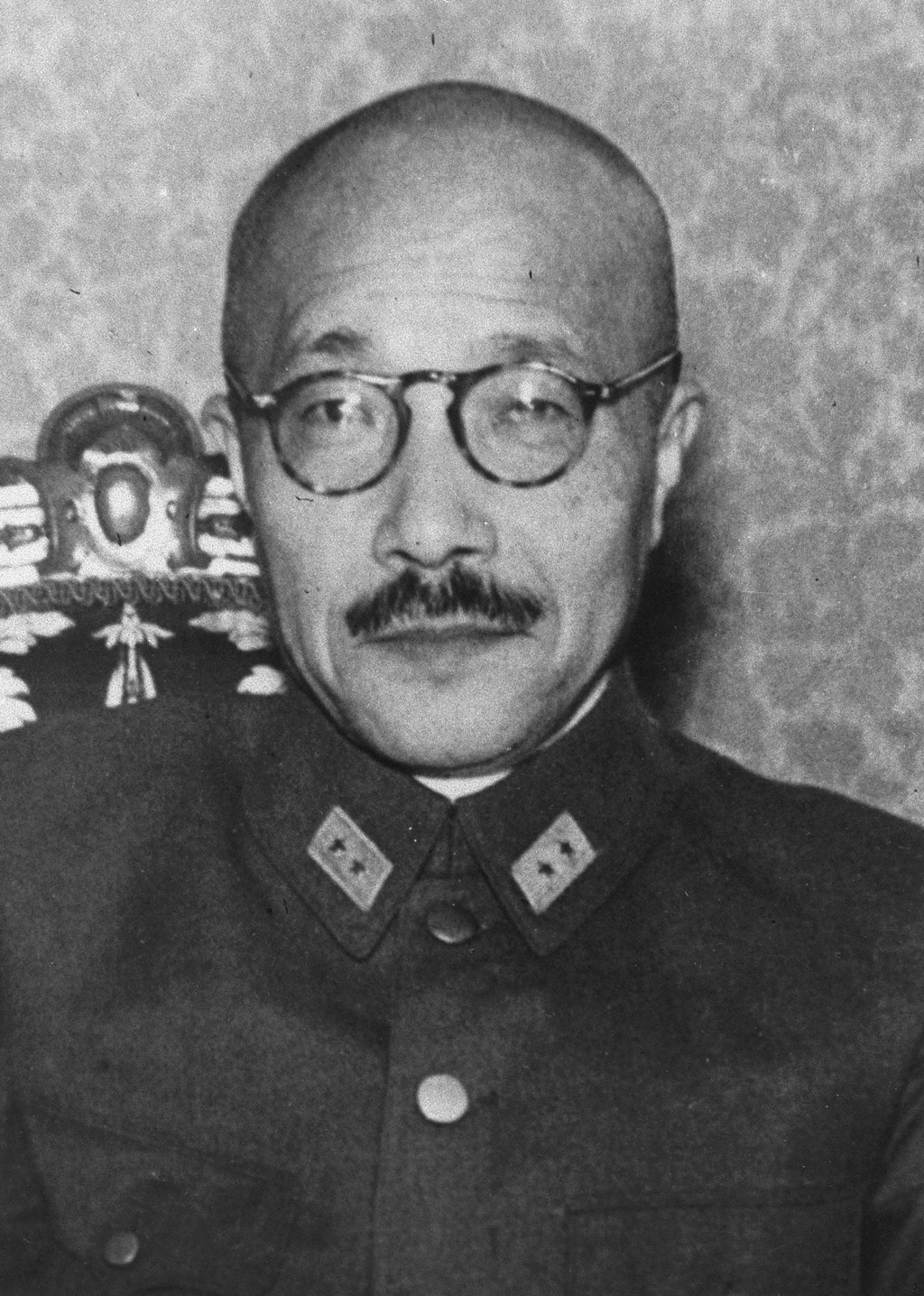
Tōjō com a patente de tenente-general em meados da década de 1930.

No Japão, durante o período entreguerras, o comando geral das forças armadas defendia o conceito de "guerra preventiva", acreditando que se um conflito com os Estados Unidos e as potencias europeias era inevitável, então melhor que o Japão tomasse a iniciativa. Tōjō, por muita das vezes ficava em cima do muro a respeito, mas era um convicto ultranacionalista militante muito respeitado por sua ética de trabalho e sua capacidade de lidar com burocracia. Tōjō acreditava que o imperador era um deus vivo e favorecia o "governo imperial direto"; isso garantiu que ele seguiria fielmente qualquer ordem do imperador. Os ultranacionalistas, em geral, preferiam a manutenção do poder nas mãos da aristocracia militar e defendiam o começo da guerra o mais rápido possível. De fato, a opinião predominante dentro do exército japonês na época era que negociações contínuas para buscar a paz com o Ocidente poderiam ser perigosas. No entanto, Hirohito pensou que poderia controlar opiniões extremas no exército usando o carismático e bem relacionado Tōjō, que havia expressado reservas em relação à guerra com o Ocidente, mas o próprio imperador estava cético de que Tōjō seria capaz de evitar conflitos.
O então primeiro-ministro era Fumimaro Konoe e ele defendia negociações com os Estados Unidos, mas não era um bom negociador. Além disso, ele era completamente incapaz de conter as diferentes facções dentro das forças armadas ou até mesmo dentro de seu governo. Em 30 de julho de 1940, Tōjō foi apontado como ministro do exército. Numa reunião de gabinete de Konoe, emergiu como extremamente agressivo e belicoso, dizendo que não queria uma guerra com os Estados Unidos, mas retratou os americanos como supremacistas brancos arrogantes e intimidadores. Ele disse que qualquer solução pacífica apenas os encorajaria a fazer exigências mais extremas ao Japão, caso em que o império poderia ficar numa melhor posição ao escolher a guerra para defender a honra nacional. Apesar de dizer que era a favor da paz, Tōjō costumava declarar em reuniões de gabinete que qualquer retirada da Indochina Francesa e/ou China seria prejudicial ao moral militar e poderia ameaçar o Kokutai; o "Incidente da China" não podia ser resolvido via diplomacia e exigia uma solução militar; e tentar um entendimento com os americanos seria visto como fraqueza por eles. Em 16 de outubro de 1941, Konoe, politicamente isolado e convencido de que o imperador não confiava mais nele, renunciou. Mais tarde, ele se justificou ao secretário-chefe do gabinete, Kenji Tomita: "Em suma, senti que o imperador estava me dizendo: "Meu primeiro-ministro não entende de assuntos militares, eu sei muito mais"."

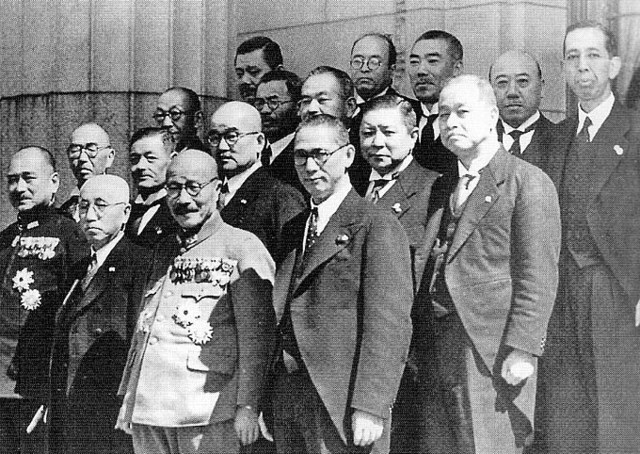
Hideki Tōjō e seu primeiro gabinete em outubro de 1941

Embora o príncipe Naruhiko Higashikuni fosse o favorito para suceder Konoe como o primeiro-ministro, Hirohito era contra indicar membros da família imperial para cargos políticos de proeminência na guerra contra o Ocidente, temendo que uma possível derrota poderia manchar a honra da Casa de Yamato. Seguindo o conselho de Kōichi Kido, o imperador escolheu Tōjō, que era conhecido por sua devoção à instituição imperial. O primeiro discurso de Tōjō no rádio fez um apelo à "paz mundial", mas também declarou sua determinação em resolver o "Assunto da China" nos termos japoneses e alcançar a "Esfera de Co-Prosperidade da Grande Ásia Oriental" que uniria todos os países asiáticos nações juntas. Assim, a ascensão de Tōjō foi vista como um passo em definitivo do Japão em direção a guerra.

## Segunda Guerra Mundial
Em 17 de outubro de 1941, um dia antes de Tōjō assumir formalmente o cargo de primeiro-ministro, Hirohito convocou-o para uma reunião no Palácio Imperial. Apesar da guerra contra o Ocidente ser uma política oficial agora, o imperador pediu para que Tōjō revisasse os planos. Durante todo o período que esteve no poder, Tōjō sempre seguia os comandos do seu imperador, mesmo aqueles que discordava. Em 2 de novembro, Tōjō e os chefes de gabinete, Hajime Sugiyama e Osami Nagano, relataram a Hirohito que a revisão havia sido em vão. O imperador então deu seu consentimento para a guerra. No dia seguinte, Nagano explicou para o imperador o plano de atacar a frota americana em Pearl Harbor, no Havaí. O comando do exército e da marinha planejavam um golpe devastador na marinha dos Estados Unidos no Pacífico, mas também esboçaram planos reservas caso as negociações de paz avançassem, que incluiria abandonar os planos ofensivos. Em 26 de novembro, o Secretário de Estado Cordell Hull propôs um caminho para paz que incluiria a retirada japonesa da China e da Indochina Francesa em troca dos Estados Unidos encerrar todas as sanções econômicas contra o Japão. Tōjō erroneamente interpretou a proposta de Hull como um ultimato e agora ele acreditava que seu país foi colocado contra a parede. Em 1º de dezembro, outra conferência imperial finalmente sancionou a "guerra contra os Estados Unidos, a Inglaterra e a Holanda".
Em 7 de dezembro de 1941, o Japão atacou a base militar americana em Pearl Harbor, dando início a Guerra do Pacífico, finalmente trazendo os Estados Unidos para a Segunda Guerra Mundial. Tōjō foi à rádio japonesa anunciar que o Japão estava agora em guerra com os Estados Unidos, o Império Britânico e a Holanda, e leu um rescrito imperial que terminava com a execução da popular canção marcial Umi Yukaba ("Do outro lado do mar"), que musicou um popular poema de guerra da coleção clássica Man'yōshū, com a letra "Do outro lado do mar, cadáveres encharcados na água, Do outro lado das montanhas, cadáveres amontoados na grama, Morreremos ao lado de nosso senhor, Nunca olhe para trás". Tōjō continuou a ocupar o cargo de ministro do Exército durante seu mandato como primeiro-ministro de 17 de outubro de 1941 a 22 de julho de 1944. Ele também serviu simultaneamente como ministro do Interior de 1941 a 1942, ministro das Relações Exteriores em setembro de 1942, ministro da Educação em 1943 e ministro do Comércio e Indústria em 1943. Como ministro da educação, ele continuou a doutrinação militarista e nacionalista no sistema educacional nacional e reafirmou as políticas totalitárias no governo. Como ministro do Interior, ele ordenou várias medidas de eugenia, incluindo a esterilização dos "mentalmente inaptos".
Nos primeiros anos da guerra, Tōjō teve apoio popular enquanto as forças japonesas avançavam de uma vitória para outra. Em março de 1942, na qualidade de ministro do exército, ele deu permissão para o exército japonês em Taiwan enviar 50 "mulheres de conforto" de Taiwan para Bornéu sem documentos de identificação (sua aprovação era necessária porque as regras do Exército proibiam pessoas sem identificação de viajar para as novas conquistas). Em 18 de abril de 1942, os americanos organizaram o Ataque Doolittle, o bombardeio de Tóquio. Alguns dos aviões americanos foram abatidos e seus pilotos feitos prisioneiros. O Estado-Maior do Exército, liderado pelo marechal Hajime Sugiyama, insistiu em executar os oito aviadores americanos, mas teve a oposição de Tōjō, que temia que os americanos retaliassem contra os prisioneiros de guerra japoneses se os aviadores de Doolittle fossem executados. A disputa foi resolvida pelo imperador, que comutou as sentenças de morte de cinco pilotos, mas permitiu que os outros três morressem por motivos que permanecem desconhecidos, pois os documentos relativos à intervenção do imperador foram queimados em 1945.
Enquanto os japoneses iam de vitória em vitória, Tōjō e o resto da elite japonesa foram dominados pelo que os japoneses chamavam de "doença da vitória", já que toda a elite política foi pega em um estado de arrogância e euforia, acreditando que o Japão era invencível e que a guerra estava praticamente vencida. Até maio de 1942, Tōjō aprovou um conjunto de exigências "não negociáveis" a serem apresentadas assim que os Aliados pedissem a paz que permitisse ao Japão manter tudo o que já conquistou enquanto assumia a posse de muito mais. Sob tais exigências, o Japão assumiria o controle dos seguintes territórios:
- as colônias da Coroa Britânica na Índia e Honduras, bem como os domínios britânicos da Austrália, Nova Guiné australiana, Ceilão, Nova Zelândia, Colúmbia Britânica e o Território de Yukon.
- o estado americano de Washington e os territórios americanos do Alasca e do Havaí.
- a maior parte da América Latina, incluindo Equador, Colômbia, Panamá, El Salvador, Guatemala, Nicarágua, Costa Rica, Cuba, Jamaica, Haiti e o resto das Índias Ocidentais.

Além disso, Tōjō queria que toda a China estivesse sob o domínio do fantoche Wang Jingwei e planejava comprar Macau e Timor Leste de Portugal e criar novos reinos fantoches na Birmânia, Camboja, Vietnã, Laos, Tailândia, Indonésia e Malásia. Como os birmaneses provaram ser colaboradores entusiasmados da "Nova Ordem na Ásia", o novo reino birmanês teria permissão para anexar grande parte do nordeste da Índia como recompensa. A Marinha, por sua vez, exigiu que o Japão tomasse a Nova Caledônia, Fiji e Samoa.
Enquanto Tōjō era o primeiro-ministro, o principal fórum para a tomada de decisões militares no Japão era o Quartel-General Imperial presidido pelo Imperador. Era composto pelos ministros do Exército e da Marinha; os chefes de gabinete do Exército e da Marinha; e chefes dos departamentos de assuntos militares em ambos os serviços. O quartel-general imperial não era um estado-maior conjunto como existia nos Estados Unidos e no Reino Unido, mas sim dois comandos de serviços separados operando sob o mesmo teto que se reuniam cerca de duas vezes por semana para tentar chegar a um acordo sobre uma estratégia comum. Os escritórios de Operações do Exército e da Marinha desenvolviam seus próprios planos e depois tentavam "vendê-los" uns aos outros, o que muitas vezes não era possível. Tōjō era uma voz entre muitas que falavam no Quartel-general Imperial e não foi capaz de impor sua vontade à Marinha com a qual teve que negociar como se estivesse lidando com um aliado. O historiador americano Stanley Falk descreveu o sistema japonês como caracterizado por "amargos antagonismos entre os ramos [das forças armadas]", já que o Exército e a Marinha trabalhavam "com objetivos opostos", observando que o sistema de comando japonês era "descoordenado, mal definido e ineficiente".
No entanto, após a Batalha de Midway, com a maré da guerra se voltando contra o Japão, Tōjō enfrentou uma oposição crescente dentro do governo e dos militares. Em agosto-setembro de 1942, uma grande crise tomou conta do gabinete de Tōjō quando o ministro das Relações Exteriores Shigenori Tōgō se opôs violentamente, em 29 de agosto de 1942, ao plano do primeiro-ministro de estabelecer um Ministério do Grande Leste Asiático para lidar com as relações com os regimes fantoches na Ásia como um insulto ao Ministério das Relações Exteriores (o  Gaimusho ) e ameaçou renunciar em protesto. Tōjō foi ver o imperador, que apoiou os planos do primeiro-ministro para o Ministério do Grande Leste Asiático e, em 1º de setembro de 1942, Tōjō disse ao gabinete que estava estabelecendo o Ministério do Grande Leste Asiático e não se importava nem um pouco com o que o Gaimusho  pensava sobre o assunto, o que levou Tōgō a renunciar em protesto.

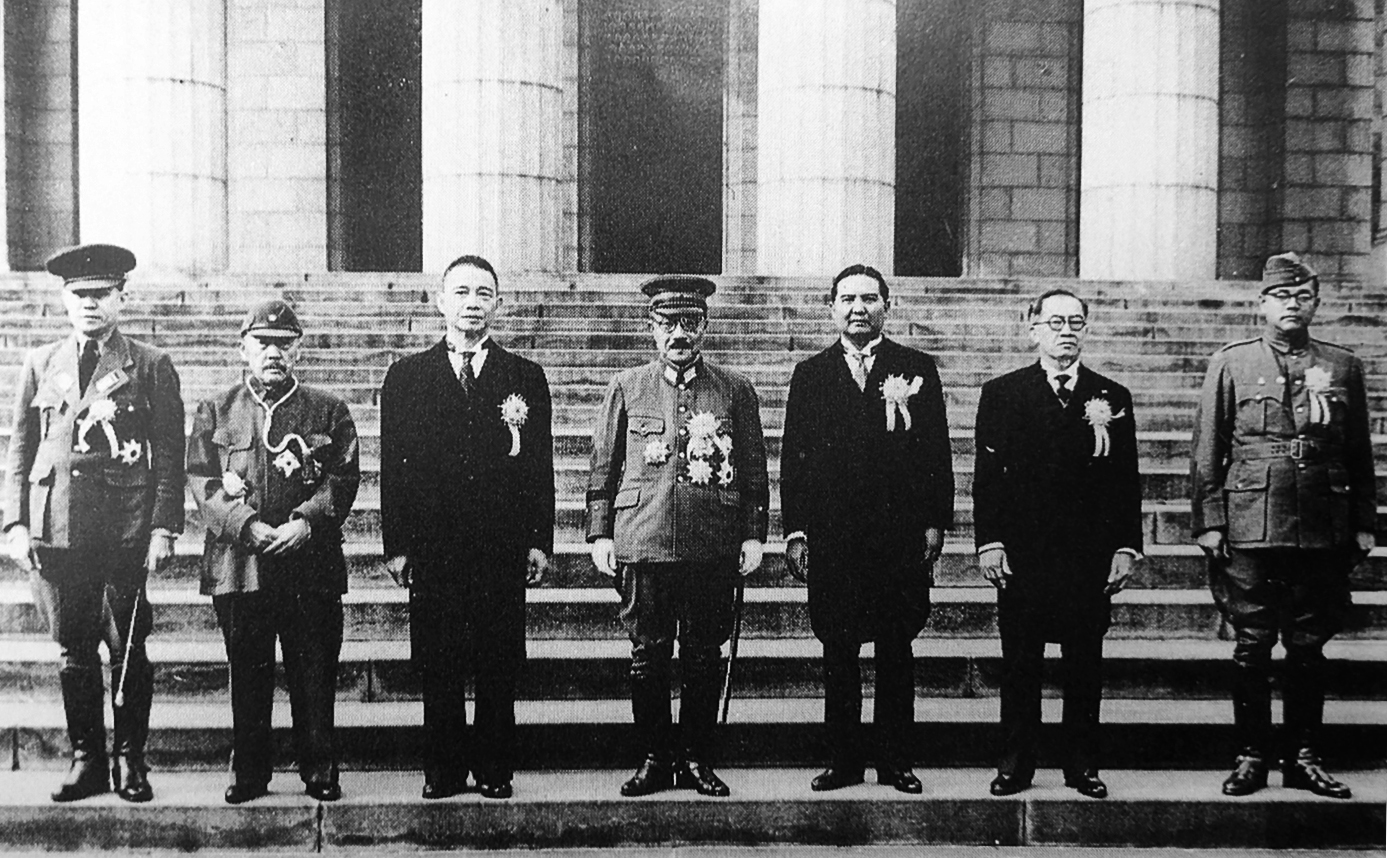
A Conferência do Grande Leste Asiático em novembro de 1943, participantes da esquerda para a direita: Ba Maw, Zhang Jinghui, Wang Jingwei, Hideki Tōjō, Wan Waithayakon, José P. Laurel e Subhas Chandra Bose.

Em setembro de 1943, o imperador e Tōjō concordaram que o Japão recuaria para uma "linha de defesa absoluta" no sudoeste do Pacífico para conter o avanço americano e consideraram abandonar a base de Rabaul, mas mudaram de ideia diante das objeções da Marinha. Em novembro de 1943, a reação do público americano à Batalha de Tarawa levou Tōjō a ver Tarawa como uma espécie de vitória japonesa, acreditando que mais batalhas como essa quebrariam o moral americano e forçariam os Estados Unidos a pedir a paz. Além disso, Tōjō acreditava que os americanos ficariam atolados nas Ilhas Marshall, dando mais tempo para fortalecer as defesas nas Ilhas Marianas. No final de 1943, com o apoio do imperador, Tōjō fez um grande esforço para fazer as pazes com a China para liberar os dois milhões de soldados japoneses que estavam em território chinês para operações em outros lugares, mas a relutância dos japoneses em desistir de qualquer um de seus "direitos e interesses" na China condenou o esforço. A China era de longe o maior teatro de operações do Japão e, com os americanos avançando constantemente no Pacífico, Tōjō estava ansioso para acabar com o pântano do "caso da China" para redistribuir as forças japonesas. Em uma tentativa de obter o apoio de toda a Ásia, especialmente da China, Tōjō abriu a Conferência do Grande Leste Asiático em novembro de 1943, que emitiu um conjunto de objetivos de guerra pan-asiáticos, que causaram pouca impressão na maioria dos povos asiáticos. Em 9 de janeiro de 1944, o Japão assinou um tratado com o regime fantoche de Wang sob o qual o Japão desistiu de seus direitos extraterritoriais na China como parte de uma tentativa de conquistar a opinião pública chinesa para um ponto de vista pró-japonês, mas como o tratado não mudou nada em prática, a aposta falhou. No geral, a maioria dos povos asiáticos rejeitavam a ideia de uma Ásia liderada pelo Japão, pois os japoneses abertamente afirmavam ser a "raça superior" da Ásia e nos territórios que haviam conquistado na China e na Coreia, por exemplo, atrocidades eram cometidas contra os povos locais.

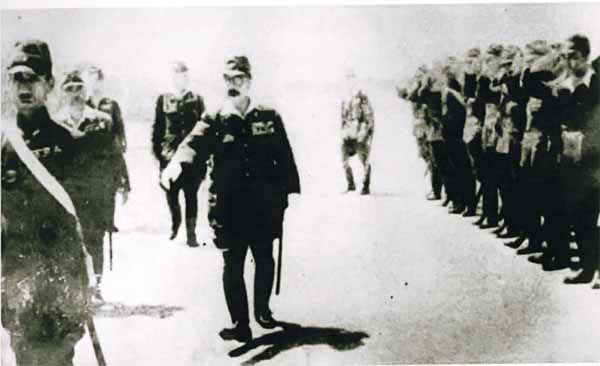
Tōjō inspecionando um aeródromo em Kuching no Bornéu britânico ocupado, em julho de 1943

No Pacífico central, os americanos destruíram a principal base naval japonesa em Truk (na Micronésia) em uma série de ataques aéreos em 18 de fevereiro de 1944, forçando a marinha japonesa a recuar em direção as Marianas (os depósitos de óleo para abastecer navios e aviões que operam nas ilhas Marshall, Caroline e Gilbert foram arrasados em Truk). Esta violação da "linha de defesa absoluta", cinco meses após sua criação, levou Tōjō a demitir o almirante Osami Nagano como chefe do estado-maior da Marinha, o acusando de incompetência. Os americanos penetraram 2 100 km além da "linha de defesa absoluta" em Truk e Tōjō, a maioria dos generais e almirantes, todos culpavam uns aos outros pela situação. Para fortalecer sua posição diante das críticas ao andamento da guerra, em 21 de fevereiro de 1944, Tōjō assumiu o cargo de Chefe do Estado-Maior do Exército Imperial Japonês, argumentando que precisava assumir o comando pessoal do Exército. Quando o marechal Hajime Sugiyama reclamou com o imperador sobre ter sido demitido e ter o primeiro-ministro comandando o estado-maior, o imperador disse a ele que apoiava Tōjō. A maior preocupação de Tōjō como Chefe do Estado-Maior do Exército era planejar as operações na China e na Índia, com menos tempo dedicado às próximas batalhas nas Marianas. Tōjō decidiu tomar a ofensiva estratégica para 1944 com seus planos para vencer a guerra ainda em 1944 sendo os seguintes:
- A Operação Ichi-Go acabaria com a guerra com a China, liberando cerca de dois milhões de soldados japoneses.[33]
- A Operação U-Go iria resultar na conquista da Índia.[33]
- Quando os americanos fizessem a esperada ofensiva nas Marianas, a Frota Combinada da Marinha Imperial travaria uma batalha decisiva de aniquilação contra a 5ª Frota dos Estados Unidos e deter o ataque americano no Pacífico central.[33]
- No sudoeste do Pacífico, as forças japonesas na Nova Guiné e nas Ilhas Salomão ficariam na defensiva e tentariam desacelerar as forças americanas, australianas e neozelandesas pelo maior tempo possível.[33] Sabendo da obsessão do General MacArthur em retornar às Filipinas, Tōjō esperava que os Estados Unidos focasse em reconquistar as ilhas filipinas em vez das Índias Orientais Holandesas ocupadas, o que foi um alívio do ponto de vista japonês; as Índias Orientais Holandesas eram ricas em petróleo, enquanto as Filipinas não.[33]

Tōjō esperava que uma grande derrota americana nas Marianas, combinada com a conquista da China e da Índia, surpreendesse tanto os americanos que eles pediriam a paz. A essa altura, Tōjō não acreditava mais que os objetivos da guerra de 1942 poderiam ser alcançados, mas achava que seus planos para a vitória em 1944 levariam a um acordo de paz que ele poderia apresentar como uma vitória ao povo japonês. Ao servir como primeiro-ministro, ministro do Exército e chefe do Estado-Maior do Exército, Tōjō assumiu quase toda a responsabilidade do andamento da guerra; se os planos para a vitória em 1944 falhassem, ele não teria um bode expiatório.
Em 12 de março de 1944, os japoneses lançaram a Ofensiva U-Go e invadiram a Índia. Tōjō tinha algumas dúvidas sobre a ofensiva, mas esta foi ordenada pelo próprio Imperador e Tōjō não estava disposto a se opor a qualquer decisão do Imperador. Apesar da retórica pan-asiática japonesa e da afirmação de estar libertando a Índia, o povo indiano não se revoltou e os soldados indianos do 14º Exército permaneceram leais a seus oficiais britânicos, e a invasão da Índia terminou em completo desastre. Os japoneses foram derrotados pelo 14º Exército Anglo-Indiano nas batalhas de Infal e de Kohima. Em 5 de julho de 1944, o Imperador aceitou o conselho de Tōjō para encerrar a invasão da Índia, já que 72 000 soldados japoneses foram mortos em batalha. Um número semelhante morreu de fome ou de doenças devido à falta de logística para apoiar uma invasão da Índia, uma vez que as monções transformaram as estradas da Birmânia em lama intransitável. Dos 150 000 soldados japoneses que participaram da invasão da Índia em março, a maioria já havia morrido em meados de julho de 1944.
Paralelamente à invasão da Índia, em abril de 1944, Tōjō iniciou Operação Ichi-Go, a maior ofensiva japonesa de toda a guerra, com o objetivo de tomar o sul da China.

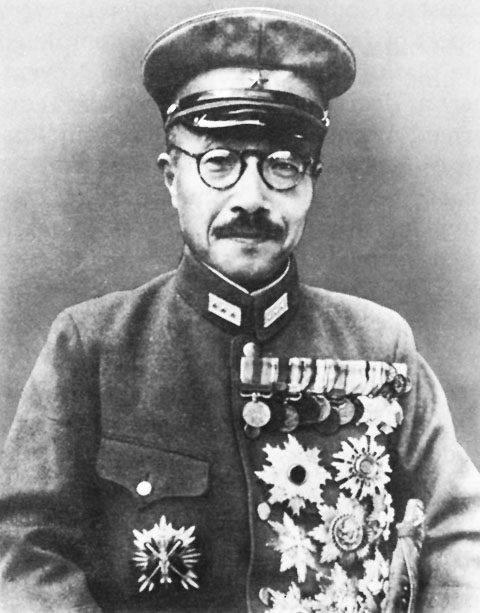
O general Tōjō

Na Batalha de Saipan, cerca de 70 000 soldados, marinheiros e civis japoneses foram mortos entre junho e julho de 1944 e na Batalha do Mar das Filipinas a Marinha Imperial sofreu uma derrota esmagadora. Além de perder a maioria dos seus mais poderosos navios, o Japão também perdeu nesta batalha mais de 350 aviões e quase todos os seus melhores pilotos, em uma das derrotas mais humilhantes da Marinha Imperial em todo o conflito. Os japoneses acreditavam que a doutrinação do bushido ("o caminho do guerreiro") daria a eles uma vantagem, já que os japoneses ansiavam por morrer pelo imperador, enquanto os americanos tinham medo de morrer, mas o treinamento superior de pilotos americanos e a qualidade dos seus aviões significavam que os japoneses eram irremediavelmente superados pelos americanos. Com Saipan nas mãos dos Aliados, os americanos poderiam tomar outras ilhas no complexo das Marianas para construir mais bases aéreas. O estabelecimento de bases americanas nas Marianas significava que as cidades do Japão estavam dentro do alcance dos bombardeiros B-29 Superfortress e o historiador britânico H. P. Willmott observou que "mesmo o mais obstinado dos militaristas japoneses poderia vagamente perceber que o Japão estaria em o fim de sua corda nesse caso". Quando a notícia da desastrosa derrota sofrida em Saipan chegou ao Japão, a opinião da elite política japonesa se voltou contra o governo Tōjō. O próprio imperador ficou furioso com a derrota em Saipan, convocando uma reunião do Conselho de Marechais de Campo e Almirantes de Frota para considerar se seria possível recapturar Saipan (não era); e o Príncipe Takamatsu escreveu em seu diário "ele se inflama com frequência". Tōjō era o primeiro-ministro, ministro da Guerra e chefe do Estado-Maior do Exército, e era visto tanto no Japão quanto nos Estados Unidos como, nas palavras de Willmott, "a personificação da determinação nacional, do nacionalismo radical e do militarismo". O Príncipe Konoe e o Almirante Okada estavam planejando derrubar o governo Tōjō desde a primavera de 1943 e seu principal problema era o apoio do imperador, que não queria perder seu primeiro-ministro favorito.

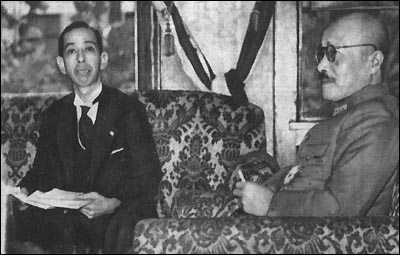
Tōjō e o ministro Nobusuke Kishi em 1943.

Após a derrota na Batalha de Saipan, ficou claro para pelo menos parte da elite japonesa que a guerra estava perdida e que o Japão precisava fazer as pazes antes que o kokutai e talvez até o Trono do Crisântemo fossem destruídos. Tōjō havia sido tão demonizado nos Estados Unidos durante a guerra que, para o povo americano, ele era a face do militarismo japonês e era inconcebível que os Estados Unidos fizessem as pazes com um governo chefiado por Tōjō. O historiador Willmott observou que um problema adicional para a "facção da paz" era que "Tōjō era uma personificação da 'opinião dominante' dentro da nação, das forças armadas e particularmente do Exército. Tōjō tinha um apoio poderoso e, pelos padrões japoneses, ele não era extremo". Tōjō era mais um seguidor do que um líder e representava a opinião dominante nas forças armadas e, portanto, sua remoção do cargo não significaria o fim das ambições políticas de um Exército ainda fanaticamente comprometido com vitória ou morte. O jushin (estadistas mais seniôres) havia avisado ao imperador que Tōjō precisava ir atrás de Saipan e ainda aconselhou o imperador contra mudanças parciais no gabinete, exigindo que todo o gabinete Tōjō renunciasse. Tōjō, ciente das intrigas para derrubar seu governo, havia buscado a aprovação pública do imperador, que foi negada; o imperador enviou-lhe uma mensagem informando que o homem responsável pelo desastre de Saipan não era digno de sua aprovação. Tōjō sugeriu reorganizar seu gabinete para recuperar a aprovação imperial, mas foi rejeitado novamente; o imperador disse que todo o gabinete tinha que ir. Uma vez que ficou claro que Tōjō não tinha mais o apoio do Trono Imperial, seus inimigos tiveram pouca dificuldade em derrubar seu governo. O politicamente poderoso Lorde-Guardião do Selo Privado, o Marquês Kōichi Kido espalhou a notícia de que o Imperador não mais apoiava Tōjō. Após a queda de Saipan, ele foi forçado a renunciar em 18 de julho de 1944.
Como substituto de Tōjō, o jushin aconselhou o imperador a nomear o antigo primeiro-ministro o almirante Mitsumasa Yonai, já que ele era popular na Marinha, entre o Corpo Diplomático, os burocratas e a "facção da paz" dentro da elite política. No entanto, Yonai se recusou a servir, sabendo muito bem que um primeiro-ministro que tentasse fazer a paz com os americanos poderia ser assassinado, já que muitos oficiais do Exército ainda estavam comprometidos com a noção de vitória ou morte e consideravam qualquer conversa de paz uma traição. Ele afirmou que apenas outro general poderia servir como primeiro-ministro e recomendou Kuniaki Koiso no seu lugar. Em uma conferência com o imperador, Koiso e Yonai foram instruídos pelo imperador a cooperar na formação de um novo governo, mas não souberam quem se tornaria o primeiro-ministro. Como o imperador era adorado como um deus vivo, nem Yonai nem Koiso puderam perguntar a ele quem seria o primeiro-ministro, já que não se faz perguntas a um "deus" e, após o encontro, os dois homens ficaram muito confusos sobre qual dos dois dois era agora o primeiro-ministro. Finalmente, o Lorde-Guardião do Selo Privado resolveu a questão ao afirmar que Koiso seria o novo prêmier. Dois dias após a renúncia de Tōjō, o imperador deu a ele um rescrito imperial oferecendo-lhe elogios extraordinariamente generosos por seus "serviços meritórios e trabalho árduo" e declarando: "de agora em diante esperamos que você cumpra nossa confiança e faça contribuições ainda maiores para assuntos militares".

## Captura, julgamento e execução

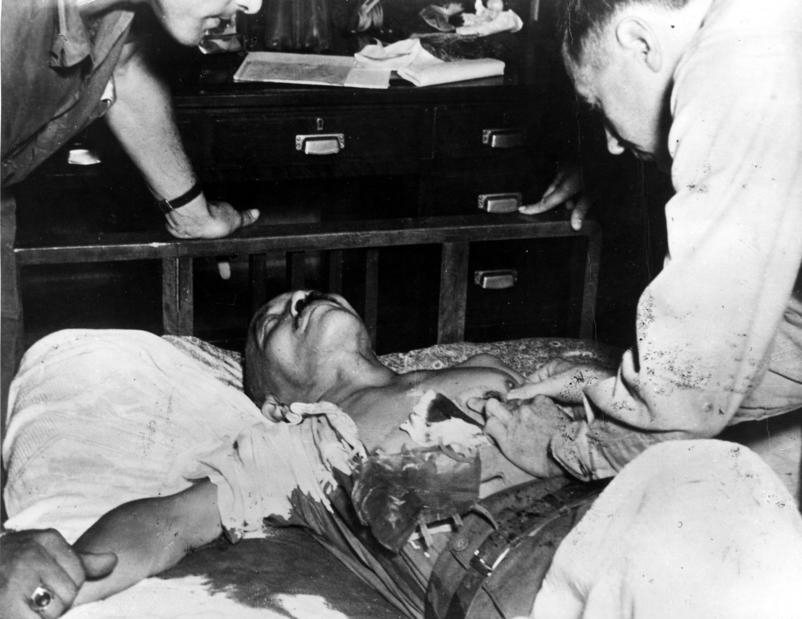
Hideki Tōjō ferido após a sua tentativa de suicídio

Após a rendição do Japão em 1945, o general americano Douglas MacArthur, comandante das forças Aliadas no pacífico, emitiu ordens para prender mais de quarenta líderes militares japoneses acusados de crimes de guerra, incluindo Tōjō. Enquanto isso, a casa dele em Setagaya foi cercada por fotógrafos e jornalistas. Três soldados americanos e dois oficiais da inteligência foram enviados para prender Tōjō.
Dois correspondentes de guerra americano (Hugh Bailey e Russell Braun), que haviam entrevistado Tōjō, também estavam presentes quando os militares americanos foram prendê-lo. O ex primeiro-ministro foi encontrado mortalmente ferido com um tiro auto infligido no peito. Foi apenas duas horas depois da tentativa de suicídio que médicos chegaram para tratá-lo. Tōjō atirou contra a própria barriga e a bala entrou no estômago, o que acabou salvando sua vida pois ele na verdade queria atirar no coração. Ferido e sendo atendido por médicos, ele teria virado para um repórter japonês que estava no local e disse: "Me desculpem por ter demorado tanto para morrer. A Grande Guerra Asiática Oriental era justificada e justa. Eu sinto muito pela nação e por todas as raças dos poderes da Grande Ásia. Eu aguardo o julgamento justo da história. Eu queria cometer suicídio mas às vezes isso falha".

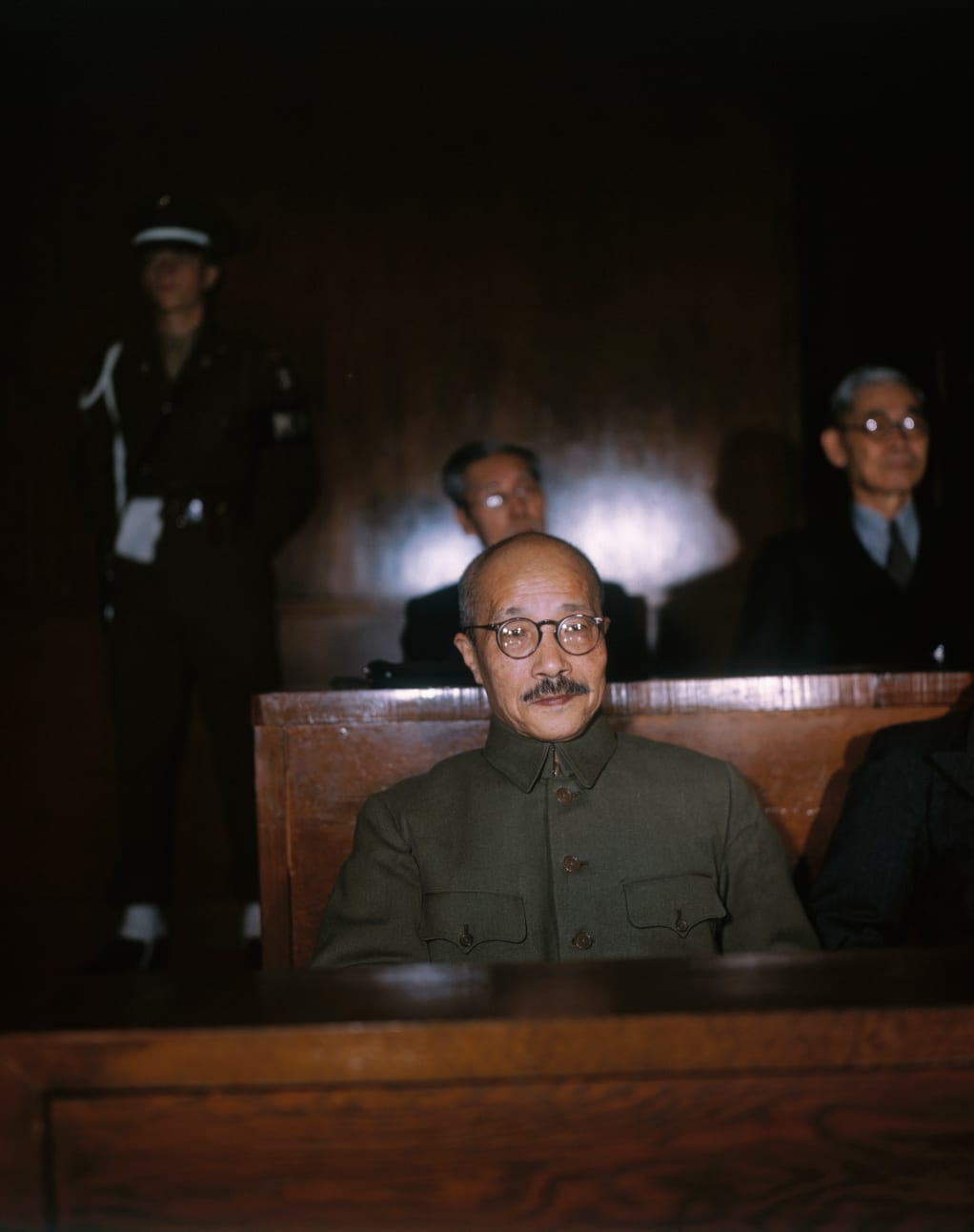
Tōjō em 1948 durante seu julgamento

Tōjō foi preso e levado para um hospital militar americano. Após se recuperar de seus ferimentos, ele foi transferido para a prisão de Sugamo. Por lá, ele recebeu novas dentaduras feitas por um dentista americano. Secretamente a frase "Remember Pearl Harbor" ("Lembre-se de Pearl Harbor") foi gravada nos dentes da dentadura em código morse.
Durante o julgamento no Tribunal Militar Internacional para o Extremo Oriente, Tōjō assumiu toda a responsabilidade por suas ações durante a guerra. Ele foi formalmente acusado de travar guerras de agressão; guerra em violação do direito internacional; guerra não provocada ou agressiva contra várias nações; e ordenar, autorizar e permitir o tratamento desumano de prisioneiros de guerra. Estima-se que pelo menos 5 milhões de civis ou prisioneirois de guerra morreram durante os três anos que Tōjō esteve a frente do Japão Imperial.
Tōjō foi sentenciado à morte em 12 de novembro de 1948 e executado por enforcamento quarenta e um dias depois em 23 de dezembro do mesmo ano. Antes de sua morte, ele entregou as insígnias de seu uniforme ao soldado americano Kincaid, que era um dos guardas de sua cela; elas agora estão à mostra em um museu em Pensacola, Flórida. Em um discurso final, ele pediu desculpas pelas atrocidades que os militares japoneses cometeram durante a guerra e pediu para que os americanos mostrassem compaixão para com o povo japonês, que vinha sofrendo muito com os bombardeios aéreos dos Aliados ao país e com o lançamento das bombas atômicas. Após a sua morte foi cremado e as cinzas espalhadas no Oceano Pacífico.
Muitos historiadores criticaram o trabalho feito pelo general Douglas MacArthur e sua equipe, que queriam exonerar o imperador Hirohito e todos os membros de sua família imperial de qualquer processo por crimes cometidos durante a guerra. MacArthur e o general de brigada Bonner Fellers queriam proteger o imperador e jogar toda a responsabilidade da guerra em Tōjō.